# 蔡和森
蔡和森（1895年3月30日—1931年8月4日），字润寰，号泽膺，又名和仙，湖南省双峰县（原属湘乡县）人。中国共产党早期的著名领导人之一，中共领导人毛泽东青年时代的学友和战友。
中国共产党方面对其评价为：中国共产党早期的重要领导人，杰出的共产主义战士，无产阶级革命家、理论家和宣传家。

## 生平

### 早年
1895年3月30日出生於上海，祖籍湖南双峰县。祖父蔡寿菘曾在湘军供职，回家後經營辣醬生意，家境富裕。到其父蔡蓉峰時，因经营不善，家境衰落。蔡蓉峰在1890年把铺面租给他人，攜妻子葛兰英（后改名健豪，蔡和森之母）前往上海。葛兰英家和曾国藩女婿聂缉椝有亲戚关系，蔡蓉峰因此得以在聂缉椝任总办的江南制造局工作。1899年，蔡和森随母亲返回湖南，不久父亲也离职返家。他家生活日益窮困。因無力支付學費，年仅13歲的蔡和森到永丰的蔡广祥辣酱店当学徒。學徒期滿後，蔡和森回到家中，要求讀書。其父母變賣家產，將他送入永丰国民初等小学，時蔡和森已經16歲，因此被同學們戲稱為“太学生”。一个学期後，他考入了双峰高等小学。
1913年初，前往长沙，考入湖南铁路专门学校，同年秋改名蔡林彬，转入湖南省立第一师范学校，曾受業於杨昌济、徐特立和方维夏，与毛泽东同学，並且從事學生運動。杨昌济說：“二子海内人才，前程远大，君不言救国则已，救国必先重二子。” 1915年夏，因湖南高等师范学校增设专修科文学部，杨昌济和徐特立被聘為兼職老師。蔡和森喜歡文學，因此在同年秋轉入湖南高等师范学校专修科文学部乙班。學習期間博览群书，曾编出一本《近百年的国耻史纲》。
1917年6月，蔡和森畢業。他本想當一個老師，托同学王光霞學想找一個乡馆的職位，但未能成事。他把母亲和姐姐蔡庆熙、妹妹蔡畅、外甥女刘昂請到长沙，租住於岳麓山下的饮马堂，後迁居荣湾镇的刘家台子。1918年4月与毛泽东等组织新民学会。创办《湘江评论》，参加五四运动。後又參與不少勞工運動。

### 赴法
1918年6月中旬，杨昌济告訴他北京將组织留法勤工俭学，蔡和森与萧子升商量之後，認為這是個好機會。於是，他在當月23日從汉口搭火车，25日晚抵达北京。经杨昌济引荐，他先后拜访了华法教育会的蔡元培、李石曾等人，為湖南學生爭取到25个赴法的名额。他認為“盖此事欲得多人打水始有饱鱼吃”，写信要毛泽东組織湖南同學進京。8月15日，毛泽东與新民学会会员的罗学瓒、张昆弟、李维汉、罗章龙共24人抵達北京，隨後，部分學員到蠡县布里村（今高阳县）留法预备班學習法文。
1919年12月25日，偕母親、妹妹蔡暢與女友向警予等30人前往法国，毛泽东到上海为蔡送行。1920年1月30日抵達馬賽，2月2日抵達巴黎，7日与母亲、妹妹及向警予進入蒙达尼男、女中学讀書。
在巴黎时，參與組織“勤工儉學勵進會”，“猛看猛译”马克思主义著作，认真研究俄国十月革命的经验，很快接受共產主義，成为坚定的马克思主义者。他在法國勤學，拒絕儉工，並隨身攜帶字典致力於翻譯外文著作。1920年下半年至1921年初，他先后给毛泽东等写信，明确提出：只有社会主义能够拯救中国与改造世界，要发展中国革命，先要组织党——共产党。共产党是无产阶级革命运动的“发动者、宣传者、先锋队、作战部”。他第一次旗帜鲜明地称这个党为“中国共产党”。毛泽东对他的主张“深切赞同”。同时，蔡和森对中国共产党建党的理论、方针及组织原则也作了较系统的阐述，为中共的创建和早期建设作出重要贡献。
1921年下半年因组织勤工俭学学生闹学潮，被法国政府拘捕，旋即并被武装驱逐出境。

### 回国后
1921年12月，与妻向警予返国，加入中国共产党。1922年7月，蔡和森在二大上当选中央委员，9月担任中央机关报《向导》周报的主编，撰写论著，宣传党的方针等。
1925年曾参加领导五卅运动，同年作為中共驻共产国际代表团代表前往莫斯科。1927年回国，任中央宣传部长，五大上又被选为政治局委员。因反对“左”的政策，1928年他被撤销政治局委员和中央宣传部长，同年以疾赴莫斯科治療。1929年担任中共驻共产国际代表。
1931年初，他回到上海，本來打算去江西苏区，但被中央派到广东。當時广州局勢緊張，省委书记邓发被捕，省委設在香港。3月，他前往香港开展工作。

### 被捕處決
他和妻子李一纯住在香港一家洋酒罐头公司楼上，正式身份是該公司的职员。不久，顾顺章抵達香港。6月10日，香港海员要舉行一個群眾集會，广东省委認為局勢過於緊張，蔡和森不宜拋頭露面，但他堅持前去。临行前对李一纯说：“下午一点前我一定回来，如果没有回来，那就是被捕了。”進入会场之後，顾顺章帶領特务將其逮捕。
蔡和森被捕后，李少石和香港政府联络，希望用巨款保释蔡和森，然而失敗，蔡和森被押至广东，经過审讯之後，于1931年8月4日被廣東軍閥陳濟棠命部下处死。

## 著作
- 《蔡和森文集》上下，1979 湖南人民出版社.
- 《蔡和森文集》上下，1980-03 人民出版社
- 《蔡和森的十二篇文章》，1980-03 人民出版社
- 《社会进化史》商务印书馆 / 2020-12

## 纪念
2009年9月10日，在中央宣传部、中央组织部、中央统战部、中央文献研究室、中央党史研究室、民政部、人力资源社会保障部、全国总工会、共青团中央、全国妇联、解放军总政治部等11个部门联合组织的“100位为新中国成立作出突出贡献的英雄模范人物和100位新中国成立以来感动中国人物”评选活动中，蔡和森被评为“100位为新中国成立作出突出贡献的英雄模范人物”。

## 家庭
蔡和森的前妻向警予、后妻李一纯（原为李立三之妻）與妹妹蔡暢都參與過中國共產黨，其中蔡暢為李富春之妻。
蔡和森共有4个子女。向警予生蔡妮、蔡博，李一纯生蔡转、蔡林。蔡畅独生女李特特。和很多中共高级干部和烈士的子弟一样，他们都先后在莫尼诺国际儿童院生活，接受苏联教育后回国。